# Madame du Barry
Jeanne Bécu, hrabina du Barry lub Marie-Jeanne, hrabina du Barry (ur. 19 sierpnia 1743 w Vaucouleurs, zm. 8 grudnia 1793 w Paryżu) – francuska kurtyzana, metresa króla Ludwika XV Burbona.

## Życiorys
Urodziła się jako Jeanne Bécu. Była nieślubnym dzieckiem szwaczki Anny Bécu. Jej ojcem był zapewne mnich Jean Baptiste Gormand de Vaubernier. Gdy była dzieckiem, jeden z kochanków matki zapłacił za edukację Jeanne w zakonie. W wieku 15 lat Bécu przeniosła się do Paryża, gdzie pracowała jako asystentka w sklepie, używając nazwiska Jeanne Rancon.
W 1763 jej urodą zainteresował się bogaty szlachcic – Jean du Barry. Bécu została jego kochanką, a on uczynił z niej kurtyzanę, znaną w najwyższych kręgach towarzystwa paryskiego (zw. Mademoiselle Lange lub l’Angel) i utrzymankę kilku bogatych panów.

## Metresa Ludwika XV w latach 1768–1774
Na początku służyła jako kurtyzana Louisowi François Armandowi du Plessis, księciu Richelieu. W 1768 poznała króla Ludwika XV, jednak, nie mając tytułu, nie mogła zostać oficjalną metresą królewską. Problem ten rozwiązano, wydając ją za mąż w 1769 za brata Jeana du Barry, hrabiego Guillaume’a du Barry. Dzięki temu 22 kwietnia 1769 została przedstawiona rodzinie króla, na dworze w Wersalu. Była znana ze swojego miłego usposobienia i poparcia dla artystów, zaś działania króla (kolejne bogate i ekstrawaganckie prezenty) powodowały, że z dnia na dzień stawała się coraz bardziej niepopularna.

Madame du Barry, autorstwa Élisabeth Vigée-Lebrun z 1782

Kiedy na dworze zamieszkała Maria Antonina Austriaczka, żona delfina Francji, wychowana na austriackim dworze swojej religijnej matki, otwarcie okazywała du Barry swoją niechęć, a wręcz nienawiść, co wykorzystały Mesdames Tantes (córki króla: Madame Adelajda, Madame Wiktoria i Madame Zofia), a dwór w Wersalu podzielił się na stronników „du Barry” i „Austriaczki”.

Portret Jeanne Bécu, Madame du Barry autorstwa François-Hubert Drouais z 1770, własność Museo del Prado

Król Ludwik XV umarł w maju 1774, zaś przed śmiercią, chcąc się wyspowiadać i otrzymać odpuszczenie grzechów, musiał oddalić z dworu swoją ukochaną Jeanne. Du Barry trafiła do klasztoru Pont-au-Dames, ale na wypadek, gdyby król wyzdrowiał, w Wersalu czekał specjalnie powóz, który miał ją przywieźć z powrotem.
Król zmarł, a ona 2 lata później przeniosła się do swojego Château de Louveciennes, gdzie stała się kochanką Henry’ego Seymoura i księcia de Brissac.

## Uwięzienie i śmierć
W 1792 du Barry odbyła kilka podróży do Londynu pod pozorem odzyskania ukradzionej biżuterii, ale podejrzewano, że wspomaga finansowo emigrantów, którzy schronili się tam po wybuchu rewolucji francuskiej. W 1793 została aresztowana przez Trybunał Rewolucyjny w Paryżu pod zarzutem zdrady. W więzieniu dzieliła celę z Grace Elliott, metresą Filipa Égalité.
Po procesie, 8 grudnia 1793 została zgilotynowana na Placu Zgody. Próbowała wykupić swoje życie wyjawiając, gdzie schowała klejnoty i resztę dobytku. W drodze na gilotynę, w przeciwieństwie do królowej Marii Antoniny, du Barry załamała się, a podczas egzekucji wpadła w histerię, błagała zgromadzony tłum o łaskę i pobudziła go tym tak bardzo, że kat przyspieszył egzekucję. Jej ostatnie słowa brzmiały podobno: fr. De grâce, monsieur le bourreau, encore un petit moment (pol. Proszę, panie kacie, jeszcze tylko chwilka), które wypowiedziała do kata.

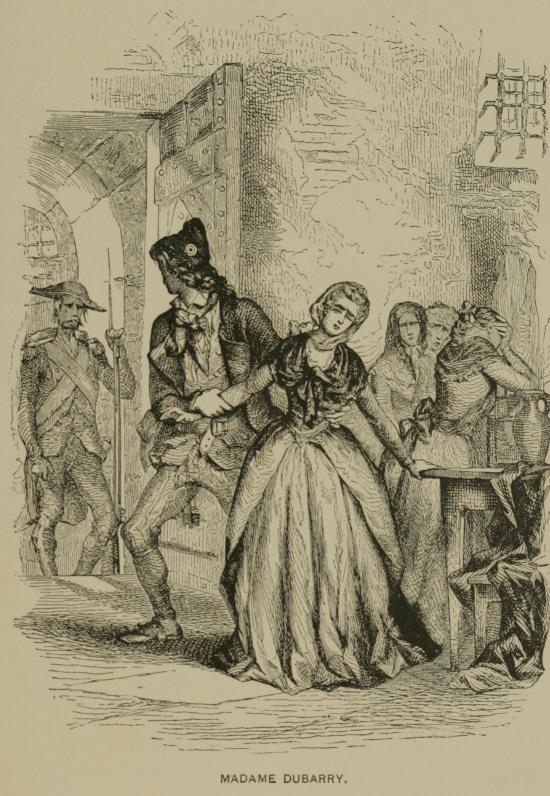
Madame du Barry prowadzona na szafot, z książki Tighe Hopkins The Dungeons of Old Paris, 1897

## Nawiązania
W 2006 na podstawie biografii Marii Antoniny powstał film Sofii Coppolli pt. Maria Antonina. Rolę madame du Barry zagrała Asia Argento.
W 2023 roku na ekrany wszedł film Kochanica króla Jeanne du Barry w reżyserii Maïwenn, która także zagrała postać Madame du Barry, natomiast króla Ludwika XV zagrał Johnny Depp. Film kręcony był w jej oryginalnych komnatach w pałacu w Wersalu.